# Георги Аврамов Чолаков
Вижте пояснителната страница за други личности с името Георги Чолаков.
Георги Аврамов Чолаков е български революционер.

## Биография
Чолаков е роден в разложкото село Долно Драглища. На 5 години е осиновен от турски офицер в Мехомия. На 18 години избягва с кораб в Солун и оттам заминава за Хилендар, където се научава да чете и пише на църковнославянски. Връща се в Драглища, но за да не бъде открит заминава за Самоков, а по-късно се установява в чепинското село Каменица, където от 1865 до 1870 година е учител. От 1870 година е кръчмар и кожар. В 1876 година е сред основателите на Каменишкия революционен комитет и негов касиер.
Името „Даскал Георги Чолаков“ носи улица в Каменица, Велинград.